# 雅庫特馬

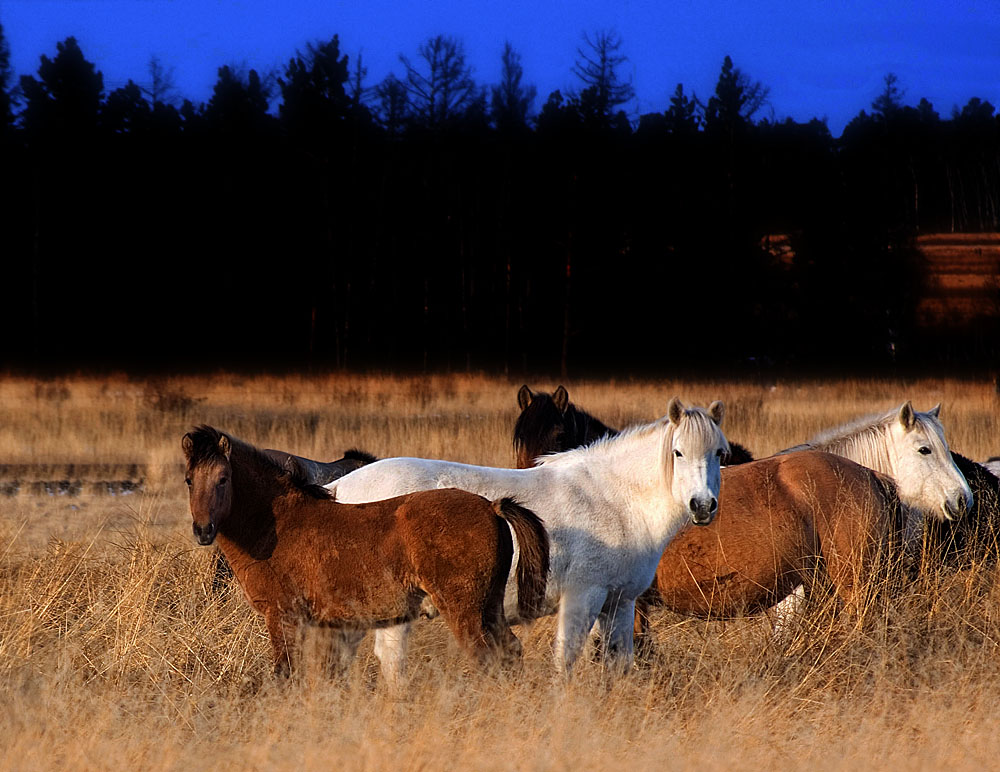
雅庫特矮種馬

雅庫特馬，是雅庫特人十世纪時帶到北極圈的小馬，能忍耐嚴寒。

## 外觀
雅庫特馬特色是身材厚重，頭大、腳短，形似蒙古馬。平均為150厘米。
雅庫特馬最耐寒，絨毛是8-15厘米，即使在冬季，它可以養活在下著雪的草地上。
牠們也是雅庫特人重要家畜。